# Elofsonia
Elofsonia is een geslacht van kreeftachtigen uit de klasse van de Ostracoda (mosselkreeftjes).

## Soorten
- Elofsonia baltica (Hirschmann, 1909) Wagner, 1957
- Elofsonia papillata Whatley & Maybury, 1988 †
- Elofsonia praepusilla Maybury & Whatley, 1988 †
- Elofsonia pusilla (Brady & Robertson, 1870) Wagner, 1957
- Elofsonia susitnensis Forester & Brouwers, 1985